# Kaniw
Kaniw (ukrainisch Канів; russisch Канев Kanew, polnisch Kaniów) ist eine Stadt mit 23.800 Einwohnern (2024) in der zentralukrainischen Oblast Tscherkassy am rechten Ufer des Flusses Dnepr. Kaniw liegt 150 km südlich der ukrainischen Hauptstadt Kiew.
Südöstlich von Kaniw liegt der 1923 eröffnete Nationalpark Kaniw. Dort befindet sich auf dem Taras-Hügel das Grabmal des ukrainischen Nationalschriftstellers Taras Schewtschenko. Die Region ist reich an botanischen, geologischen, paläontologischen und historischen Besonderheiten und Eigenheiten.

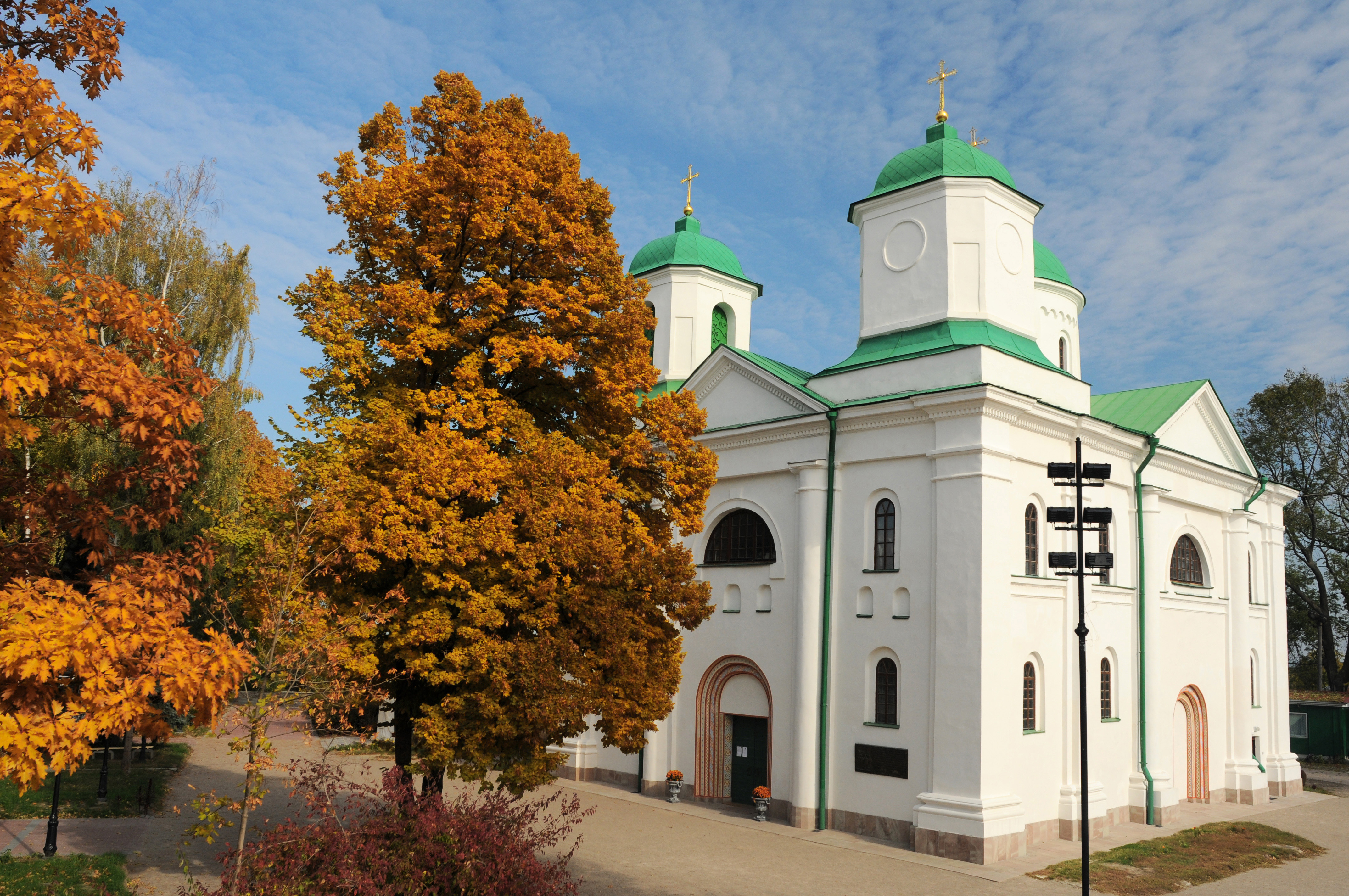
Mariä-Himmelfahrt-Kathedrale aus dem Jahr 1144

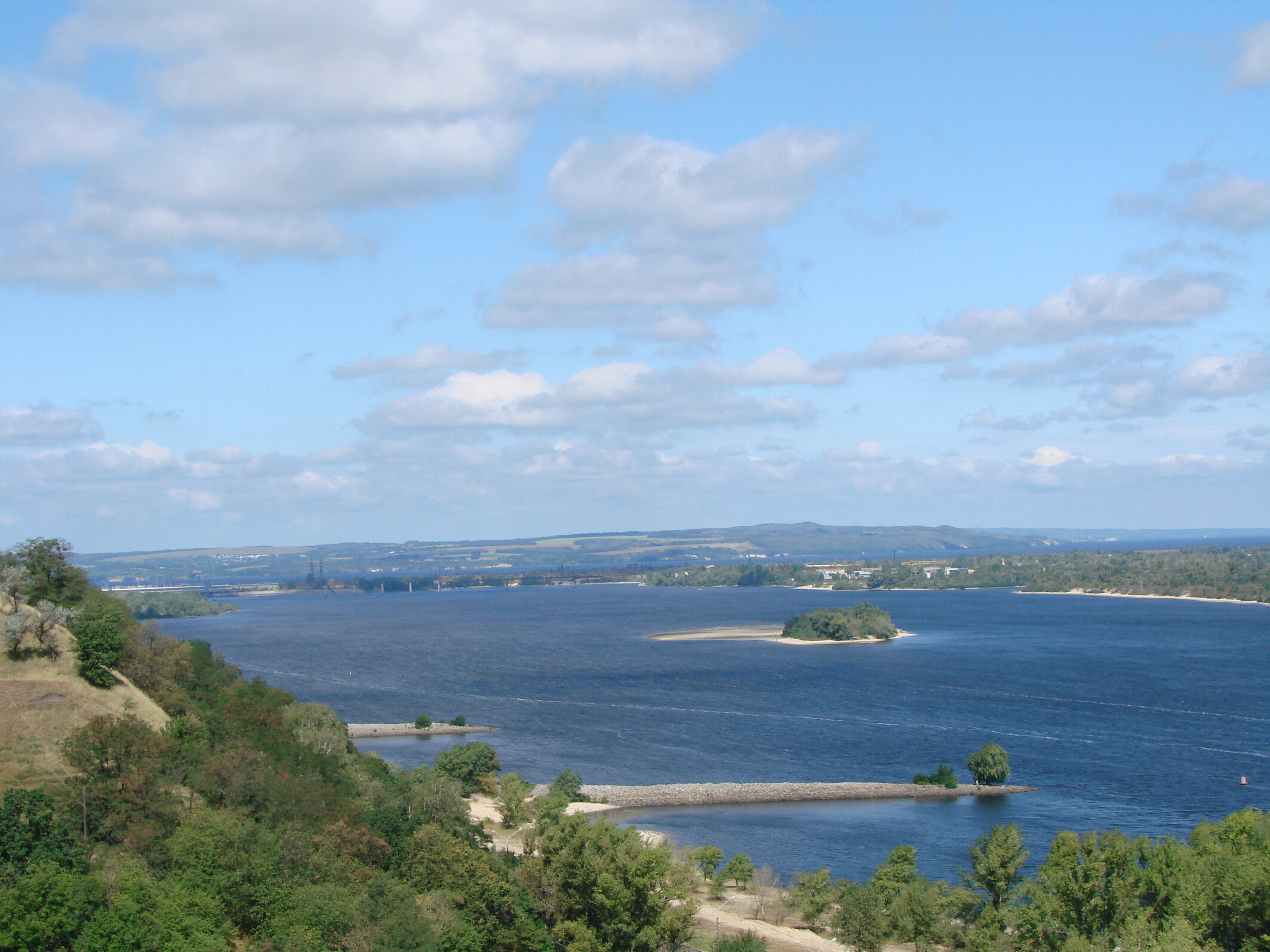
Der Dnepr bei Kaniw

## Geschichte
Erstmals wurde Kaniw 1078 urkundlich erwähnt. In Zeiten der Kiewer Rus war Kaniw eine wichtige Station der Handelswege von Kiew nach Süden. Im Jahr 1362 eroberte das Fürstentum Litauen Kaniw. Die neuen Herrscher stießen zunächst auf harten Widerstand seitens der Bevölkerung und ukrainischer Adliger. Der Widerstand eskalierte noch im selben Jahr in einen Aufstand, den die litauischen Herrscher nur durch weitreichende Konzessionen beenden konnten. 1458 besetzten Kaniw Truppen von Sultan Mehmed II. (Osmanisches Reich).
Nach der Lubliner Union von 1569 kam Kaniw zu Polen-Litauen, 1600 wurde ihr das Magdeburger Stadtrecht verliehen. Kaniw entwickelte sich damals zu einem Zentrum der Kosakenkultur. Im 17. und 18. Jahrhundert behinderten Seuchen, Feuer und Kosakenaufstände die Entwicklung der Stadt. Im Chmelnyzkyj-Aufstand konnte der ukrainische Hetman Bohdan Chmelnyzkyj 1648 die Stadt erobern, die nach dem Ende des Kosakenstaates wieder an Polen fiel. 1768 wurde die Stadt von dem Kosaken Maksim Schelesnyak erobert, der ein Pogrom unter den Juden anrichtete.
Mit der zweiten polnischen Teilung 1793 fiel der Ort zusammen mit dem ganzen rechts des Dnepr liegenden Teil der Ukraine an Russland. Bei der russischen Volkszählung 1897 wohnten in der Stadt 8855 Einwohner, wobei Ukrainer mit 65,1 Prozent die größte Bevölkerungsgruppe stellten, gefolgt von Juden (30,6 Prozent), Russen (3,4 Prozent) und Deutschen (0,1 Prozent).
Als Ergebnis des Russischen Bürgerkriegs kam Kaniw im Februar 1917 unter bolschewistische Kontrolle. Am 11. Mai 1918 fand in der Nähe der Stadt die Schlacht von Kaniw statt, in der es dem zweiten polnischen Korps unter Józef Haller nicht gelang, die deutsch-österreichische Linie zu durchbrechen und zu den Russen durchzustoßen. Nach dem Krieg wurde der Ort Teil der Ukrainischen Sowjetrepublik. Auch im Zweiten Weltkrieg war der Ort Kriegsschauplatz. Am 12. September 1941 beginnt das deutsche Militär aus dem Brückenkopf Krementschuk heraus eine Offensive am Dnepr nach Norden. Sie besetzen am 14. September 1941 Myrhorod und beenden am selben Tag die Einkesselung der Masse der sowjetischen Streitkräfte der Südwestfront im Raum Kiew. Am Morgen des 22. September 1943 gelang den Sowjettruppen nördlich von Kaniw das Überschreiten des Dnepr (Brückenkopf Bukrin auf dem Westufer). Ein großer Einsatz sowjetischer Luftlandetruppen scheiterte aber verlustreich. Aus dem Brückenkopf Kaniw auf dem Ostufer zogen sich deutsche Einheiten noch am 23. und 24. September 1943 über die Brücke von Kaniw vollständig zurück, ohne aus der Luft angegriffen worden zu sein, und sprengten frühmorgens am 24. September 1943 die Doppelbrücke (Eisenbahnbrücke und darüber eine von Pionieren aufgestockte Marschbrücke). In der Sowjetzeit nahm die Bevölkerungszahl Kaniws stark zu, 1977 wurde die Stadt unter Oblastverwaltung gestellt. In der Phase der Auflösung der Sowjetunion und der neuen Unabhängigkeit des ukrainischen Staates hat die Stadt rund 10 Prozent ihrer Bevölkerung verloren.

## Verwaltungsgliederung
Am 29. November 2018 wurde die Stadt zum Zentrum der neugegründeten Stadtgemeinde Kaniw (ukrainisch Канівська міська громада/Kaniwska miska hromada), zu dieser zählten auch das Dorf Jabluniw, bis dahin bildete sie die gleichnamige Stadtratsgemeinde Kaniw (Канівська міська рада/Kaniwska miska rada) unter Oblastverwaltung im Zentrum des ihn umgebenden Rajons Kaniw.
Am 12. Juni 2020 kamen noch weitere 9 in der untenstehenden Tabelle aufgelistete Dörfer zum Gemeindegebiet.
Am 17. Juli 2020 kam es im Zuge einer großen Rajonsreform zum Anschluss des Rajonsgebietes an den Rajon Tscherkassy.
Folgende Orte sind neben dem Hauptort Kaniw Teil der Gemeinde:
| Name                     | Name          | Name                              |
| ukrainisch transkribiert | ukrainisch    | russisch                          |
| ------------------------ | ------------- | --------------------------------- |
| Babytschi                | Бабичі        | Бабичи (Babitschi)                |
| Chmilna                  | Хмільна       | Хмельная (Chmelnaja)              |
| Chutir-Chmilna           | Хутір-Хмільна | Хутор-Хмельная (Chutor-Chmelnaja) |
| Hamarnja                 | Гамарня       | Гамарня (Gamarnja)                |
| Jabluniw                 | Яблунів       | Яблонов (Jablonow)                |
| Konontscha               | Кононча       | Кононча (Konontscha)              |
| Luka                     | Лука          | Лука                              |
| Meschyritsch             | Межиріч       | Межирич (Meschiritsch)            |
| Mychajliwka              | Михайлівка    | Михайловка (Michailowka)          |
| Pekari                   | Пекарі        | Пекари                            |

## Einwohnerentwicklung
| Jahr      | 1897  | 1923  | 1926  | 1959  | 1970   | 1979   | 1989   | 2001   | 2012   |
| --------- | ----- | ----- | ----- | ----- | ------ | ------ | ------ | ------ | ------ |
| Einwohner | 8.855 | 7.887 | 8.089 | 7.461 | 15.967 | 23.121 | 29.049 | 26.657 | 25.702 |

Quelle:

## Wirtschaft und Verkehr
Nördlich der Stadt befindet sich der Staudamm des Kaniwer Stausees, der ein Wasserkraftwerk versorgt. Ansonsten ist die wirtschaftliche Bedeutung der Stadt gering, was auch daran liegt, dass sie keinen Eisenbahnanschluss besitzt. Der nächste Bahnhof befindet sich im etwa 25 km entfernten Myroniwka. Kaniw verfügt über einen Flusshafen und ist ein regionaler Straßenknotenpunkt, an dem sich die 13 (Myroniwka-Kaniw-R 2), die R 15 (Kaniw-Tscherkassy-Switlowodsk) und die R 35 (Wassylkiw-Kaniw) schneiden. In der Nähe des Hafens befindet sich der Busbahnhof; mehrmals täglich fahren Busse von und nach Kiew.
Die Umgebung des Ortes ist fruchtbar, sodass deren landwirtschaftliche Produkte die Stadt versorgen.

## Sehenswürdigkeiten
- Grabmal des ukrainischen Nationaldichters Taras Schewtschenko und Schewtschenko-Museum[8]
- Grabstätte des russischen Kinderschriftstellers Arkadi Gaidar
- Museum für Volkskunst
- Historisches Museum
- Museum im Klub der Kriegsveteranen
- Mahnmal für die Kaniwer Opfer des Holodomor am Fuß des Schewtschenko-Hügels. Die Massengräber der Opfer wurden bereits in den 1990er-Jahren mit Holzkreuzen symbolisch geschmückt. Am 21. November 2003 wurde zusätzlich im Eingangsbereich des historischen Friedhofs ein Mahnmal, besonders für die mehr als 350 Kinder des Ortes, eingeweiht.[9]

## Söhne und Töchter der Stadt
- Oleksij Andrijewskyj, (1845–1902), ukrainischer Pädagoge, Historiker, Schriftsteller und Journalist.

## Partnerstädte
Kaniw unterhält Partnerschaften mit der deutschen Stadt Viersen (Nordrhein-Westfalen, seit 1993) Im Juli 2010 fand in Viersen ein deutsch-ukrainisches Festival Kanew stellt sich vor statt, bei dem Kinder und Jugendliche dort zu Gast waren und ihre Kultur zeigen konnten. Weitere Zusammenarbeit erfolgt mit der amerikanischen Stadt Sonoma (Kalifornien) und der französischen Stadt Lambersart (Nord-Pas-de-Calais). Letztgenannte ist auch Partnerstadt von Viersen.